# Línea 416 (Interurbanos Madrid)
La línea 416 de la red de autobuses interurbanos de Madrid une el Hospital Infanta Elena de Valdemoro con San Martín de la Vega, Titulcia y Colmenar de Oreja.

## Características
Esta línea une el Hospital Infanta Elena y Colmenar de Oreja en aproximadamente 55 minutos.
La línea mantiene los mismos horarios todo el año (exceptuando las vísperas de festivo y festivos de Navidad).
Está operada por La Veloz mediante la concesión administrativa VCM-301 - Madrid – Valdelaguna – San Martín de la Vega (Viajeros Comunidad de Madrid) del Consorcio Regional de Transportes de Madrid.

## Horarios
Los horarios que no sean cabecera son aproximados.
| Lunes a viernes laborables                 |                                            |                                            |                                            |                                            |                                            |                                            |                                            |                                            |                                            |                                            |                                            |
| Hospital infanta Elena > Colmenar de Oreja | Hospital infanta Elena > Colmenar de Oreja | Hospital infanta Elena > Colmenar de Oreja | Hospital infanta Elena > Colmenar de Oreja | Hospital infanta Elena > Colmenar de Oreja | Hospital infanta Elena > Colmenar de Oreja | Colmenar de Oreja > Hospital infanta Elena | Colmenar de Oreja > Hospital infanta Elena | Colmenar de Oreja > Hospital infanta Elena | Colmenar de Oreja > Hospital infanta Elena | Colmenar de Oreja > Hospital infanta Elena | Colmenar de Oreja > Hospital infanta Elena |
| Valdemoro (Hospital)                       | San Martín de la Vega                      | Ciempozuelos                               | Titulcia                                   | Chinchón                                   | Colmenar de Oreja                          | Colmenar de Oreja                          | Chinchón                                   | Titulcia                                   | Ciempozuelos                               | San Martín de la Vega                      | Valdemoro (Hospital)                       |
| 07:45                                      | 08:05                                      | 08:15                                      | 08:20                                      |                                            |                                            | 06:35                                      | 06:40                                      | 06:55                                      | 07:00                                      | 07:10                                      | 07:30                                      |
| 09:10                                      | 09:30                                      | 09:40                                      | 09:45                                      |                                            |                                            | 08:25                                      | 08:30                                      | 08:40                                      | 09:00                                      |                                            |                                            |
| 10:45                                      | 11:05                                      | 11:15                                      | 11:20                                      | 10:00                                      | 10:05                                      | 10:15                                      | 10:35                                      |                                            |                                            |                                            |                                            |
| 12:25                                      | 12:45                                      | 12:55                                      | 13:00                                      | 11:35                                      | 11:40                                      | 11:50                                      | 12:10                                      |                                            |                                            |                                            |                                            |
| 14:00                                      | 14:20                                      | 14:30                                      | 14:35                                      | 14:50                                      | 14:55                                      | 13:10                                      | 13:15                                      | 13:25                                      | 13:45                                      |                                            |                                            |
| 15:00                                      | 15:20                                      |                                            |                                            |                                            |                                            |                                            |                                            |                                            |                                            | 14:30                                      | 14:50                                      |
| 16:30                                      | 16:50                                      | 17:00                                      | 17:05                                      |                                            |                                            | 15:15                                      | 15:20                                      | 15:35                                      | 15:40                                      | 15:50                                      | 16:10                                      |
| 18:00                                      | 18:20                                      | 18:30                                      | 18:35                                      |                                            |                                            | 17:15                                      | 17:20                                      | 17:30                                      | 17:50                                      |                                            |                                            |
| 19:30                                      | 19:50                                      | 20:00                                      | 20:05                                      | 20:20                                      | 20:25                                      | 18:45                                      | 18:50                                      | 19:00                                      | 19:20                                      |                                            |                                            |
| 20:30                                      | 20:50                                      |                                            |                                            |                                            |                                            |                                            |                                            |                                            |                                            | 20:00                                      | 20:20                                      |
| 21:30                                      | 21:50                                      | 21:00                                      | 21:00                                      |                                            |                                            |                                            |                                            |                                            |                                            |                                            |                                            |
| Sábados laborables, domingos y festivos    |                                            |                                            |                                            |                                            |                                            |                                            |                                            |                                            |                                            |                                            |                                            |
| Hospital infanta Elena > Colmenar de Oreja | Hospital infanta Elena > Colmenar de Oreja | Hospital infanta Elena > Colmenar de Oreja | Hospital infanta Elena > Colmenar de Oreja | Hospital infanta Elena > Colmenar de Oreja | Hospital infanta Elena > Colmenar de Oreja | Colmenar de Oreja > Hospital infanta Elena | Colmenar de Oreja > Hospital infanta Elena | Colmenar de Oreja > Hospital infanta Elena | Colmenar de Oreja > Hospital infanta Elena | Colmenar de Oreja > Hospital infanta Elena | Colmenar de Oreja > Hospital infanta Elena |
| Valdemoro (Hospital)                       | San Martín de la Vega                      | Ciempozuelos                               | Titulcia                                   | Chinchón                                   | Colmenar de Oreja                          | Colmenar de Oreja                          | Chinchón                                   | Titulcia                                   | Ciempozuelos                               | San Martín de la Vega                      | Valdemoro (Hospital)                       |
| 08:45                                      | 09:05                                      | 09:15                                      | 09:20                                      |                                            |                                            | 07:30                                      | 07:35                                      | 07:50                                      | 07:55                                      | 08:05                                      | 08:25                                      |
| 10:30                                      | 10:50                                      | 11:00                                      | 11:05                                      |                                            |                                            | 09:45                                      | 09:50                                      | 10:00                                      | 10:20                                      |                                            |                                            |
| 12:00                                      | 12:20                                      | 12:30                                      | 12:35                                      | 11:15                                      | 11:20                                      | 11:30                                      | 11:50                                      |                                            |                                            |                                            |                                            |
| 13:45                                      | 14:05                                      | 14:15                                      | 14:20                                      | 14:35                                      | 14:40                                      | 12:45                                      | 12:50                                      | 13:00                                      | 13:20                                      |                                            |                                            |
| 16:30                                      | 16:50                                      | 17:00                                      | 17:05                                      |                                            |                                            | 15:15                                      | 15:20                                      | 15:35                                      | 15:40                                      | 15:50                                      | 16:10                                      |
| 18:00                                      | 18:20                                      | 18:30                                      | 18:35                                      |                                            |                                            | 15:35                                      | 15:40                                      | 15:50                                      | 16:10                                      |                                            |                                            |
| 20:30                                      | 20:50                                      | 21:00                                      | 21:05                                      | 21:20                                      | 21:25                                      | 19:00                                      | 19:05                                      | 19:15                                      | 19:35                                      |                                            |                                            |

## Recorrido y paradas

### Sentido San Martín de la Vega - Titulcia - Colmenar de Oreja
NOTAS: La paradas sombreadas en rojo ejercen como terminales para las expediciones Valdemoro - San Martín de la Vega y Valdemoro - Titulcia respectivamente. La parada en cursiva solo se realiza en la ruta Valdemoro - Titulcia además de ejercer como terminal de estas expediciones.
| Código | Parada                                     | Común con            | Conexión con Cercanías | Municipio             | Zona |
| ------ | ------------------------------------------ | -------------------- | ---------------------- | --------------------- | ---- |
| 21084  | Pedro de Valdivia - Av. Reyes Católicos    |                      |                        | Valdemoro             |      |
| 08007  | Av. Doctor M. Jarabo - Villamontaña        | 410 412 413          |                        | San Martín de la Vega |      |
| 12589  | San Cristóbal - Urb. Ciudad de Sevilla     | 410 412 413 1 i1     |                        | San Martín de la Vega |      |
| 12590  | Santa Mónica - Urb. Santa Elena            | 410 412 413 1 i1     |                        | San Martín de la Vega |      |
| 20763  | Res. Sta. Elena - Comunidad de Madrid      | 410 412 413 1 i1     |                        | San Martín de la Vega |      |
| 15552  | Av. Doctor M. Jarabo - La Cañada           | 410 412 413 1 i1     |                        | San Martín de la Vega |      |
| 08009  | Av. Doctor M. Jarabo - Parque V Centenario | 410 412 413 i1       |                        | San Martín de la Vega |      |
| 15552  | Av. Doctor M. Jarabo - La Cristalera       | 410 412 413          |                        | San Martín de la Vega |      |
| 08014  | Av. Alcalde A. Chapado - San Isidro        | 410 412 413 415 1 i1 |                        | San Martín de la Vega |      |
| 12842  | Av. Alcalde A. Chapado - El Quiñón         | 412 413 1 i1         |                        | San Martín de la Vega |      |
| 08016  | Av. Alcalde A. Chapado - Naciones Unidas   | 410 412 415 1        |                        | San Martín de la Vega |      |
| 15830  | Av. San Juan de Dios - Est. Ciempozuelos   | 415 1                | Ciempozuelos           | Ciempozuelos          |      |
| 09217  | Titulcia - Ctra. Villaconejos              | 415                  |                        | Titulcia              |      |
| 16132  | Titulcia - Ctra. Villaconejos              | 415                  |                        | Titulcia              |      |
| 11400  | Ctra. M-404 - Urb. Cubillas                | 337                  |                        | Chinchón              |      |
| 12131  | Ctra. M-404 - Nuevo Chinchón               | 337                  |                        | Chinchón              |      |
| 12280  | Chinchón - Convento                        | 337 430              |                        | Chinchón              |      |
| 09239  | Chinchón - Ronda del Mediodía              | 337 430              |                        | Chinchón              |      |
| 18178  | Chinchón - Ctra. Madrid                    | 337 430              |                        | Chinchón              |      |
| 09241  | Colmenar - Residencia                      | 337 430              |                        | Colmenar de Oreja     |      |
| 16648  | Colmenar - Estación de Autobuses           | 337 430              |                        | Colmenar de Oreja     |      |

### Sentido Valdemoro (Hospital)
NOTA: La paradas sombreadas en rojo ejercen como cabeceras para las expediciones Titulcia - Valdemoro y San Martín de la Vega - Valdemoro respectivamente.
| Código | Parada                                      | Común con          | Conexión con Cercanías | Municipio             | Zona |
| ------ | ------------------------------------------- | ------------------ | ---------------------- | --------------------- | ---- |
| 16648  | Colmenar - Estación de Autobuses            | 337 430            |                        | Colmenar de Oreja     |      |
| 09242  | Colmenar - Residencia                       | 337 430            |                        | Colmenar de Oreja     |      |
| 18179  | Chinchón - Ctra. de Madrid                  | 337 430            |                        | Chinchón              |      |
| 09068  | Chinchón - Ronda del Medodía                | 337 430            |                        | Chinchón              |      |
| 09067  | Chinchón - Convento                         | 337 430            |                        | Chinchón              |      |
| 12132  | Av. Virreina - Nuevo Chinchón               | 337                |                        | Chinchón              |      |
| 11399  | Ctra. M-404 - Urb. Cubillas                 | 337                |                        | Chinchón              |      |
| 16132  | Titulcia - Ctra. Villaconejos               | 415                |                        | Titulcia              |      |
| 15830  | Av. San Juan de Dios - Est. Ciempozuelos    | 415 1              | Ciempozuelos           | Ciempozuelos          |      |
| 08017  | Av. Alcalde A. Chapado - París              | 410 412 415 1      |                        | San Martín de la Vega |      |
| 16834  | Av. Alcalde A. Chapado - El Quiñón          | 412 415 i1         |                        | San Martín de la Vega |      |
| 08015  | Pza. Cervantes - Alcalde A. Chapado         | 410 412 413 415 i1 |                        | San Martín de la Vega |      |
| 08011  | Pza. Miguel Unamuno - La Cristalera         | 410 412 413        |                        | San Martín de la Vega |      |
| 08010  | Av. Doctor M. Jarabo - Fray Bartolomé Casas | 410 412 413 1 i1   |                        | San Martín de la Vega |      |
| 12266  | Av. Doctor M. Jarabo - La Cañada            | 410 412 413 1 i1   |                        | San Martín de la Vega |      |
| 20727  | Res. Sta. Elena - Comunidad de Madrid       | 410 412 413 1 i1   |                        | San Martín de la Vega |      |
| 08019  | Santa Mónica - Urb. Santa Elena             | 410 412 413 1 i1   |                        | San Martín de la Vega |      |
| 08012  | San Cristóbal - Urb. Santa Elena            | 410 412 413 1 i1   |                        | San Martín de la Vega |      |
| 08008  | Av. Doctor M. Jarabo - Villamontaña         | 410 412 413        |                        | San Martín de la Vega |      |
| 21084  | Pedro de Valdivia - Av. Reyes Católicos     |                    |                        | Valdemoro             |      |